# Kelurahan Kelapadua Wetan
Kelurahan Kelapadua Wetan är en administrativ by i Indonesien.   Den ligger i provinsen Jakarta, i den västra delen av landet, 15 km söder om huvudstaden Jakarta. Kelurahan Kelapadua Wetan ligger vid sjön Situ Klapadua.